# 1844
| [ Edytuj tabelę ]              | |
| Król Polski (tytularny)        | - 1831 Mikołaj I Romanow 1855 |
| Emir Afganistanu               | - 1842 Dost Mohammad Chan 1863 |
| Współksiążęta Andory           | - 1827 Simó Rojas de Guardiola y Hortoneda 1851 - 1830 Ludwik Filip I 1848                                                              |
| Prezydent Argentyny            | - 1835 gen. Juan Manuel de Rosas 1852                                                                                                   |
| Cesarz Austrii                 | - 1835 Ferdynand I Habsburg 1848 |
| Król Bawarii                   | - 1825 Ludwik I 1848 |
| Król Belgów                    | - 1831 Leopold I 1865 |
| Premier Belgii                 | - 1841 Jean-Baptiste Nothomb 1845 |
| Prezydent Boliwii              | - 1841 José Ballivián 1847 |
| Cesarz Brazylii                | - 1831 Pedro II 1889 |
| Sułtan Brunei                  | - 1829 Omar Ali Saifuddin II 1852 |
| Prezydent Chile                | - 1841 Manuel Bulnes 1851 |
| Cesarz Chin                    | - 1820 Daoguang 1850 |
| Król Czech                     | - 1835 Ferdynand I Habsburg 1848 |
| Król Danii                     | - 1839 Chrystian VIII 1848 |
| Dalajlama                      | - 1838 Khedrub Gjaco 1856 |
| Prezydent Dominikany           | - 1844 Pedro Santana 1848 |
| Władca Egiptu                  | - 1805 Muhammad Ali 1848 |
| Prezydent Ekwadoru             | - 1839 Juan José Flores 1845 |
| Premier Francji                | - 1840 Nicolas Jean de Dieu Soult 1847                                                                                                  |
| Król Francji                   | - 1830 Ludwik Filip I 1848 |
| Król Grecji                    | - 1831 Otton I 1862 |
| Prezydent Gwatemali            | - 1842 Mariano Rivera Paz 1844 - 1844 Rafael Carrera y Turcios 1848                                                                     |
| Prezydent Haiti                | - 1843 Charles Rivière-Hérard 1844 - 1844 Philippe Guerrier 1845                                                                        |
| Król Hawajów                   | - 1824 Kamehameha III 1854 |
| Król Hiszpanii                 | - 1833 Izabela II 1868 |
| Król Holandii                  | - 1840 Wilhelm II 1849 |
| Prezydent Hondurasu            | - 1843 Francisco Ferrera 1844 |
| Szach Iranu                    | - 1834 Mohammad Szah 1848 |
| Państwo Wielkich Mogołów       | - 1837 Bahadur Szah II 1858 |
| Król Irlandii                  | - 1837 Wiktoria Hanowerska 1901 |
| Cesarz Japonii                 | - 1817 Ninkō 1846 |
| Kalif                          | - 1839 Abdülmecid I 1861 |
| Prezydent Kolumbii             | - 1841 Pedro Alcántara Herrán 1844 - 1844 gen. Tomás Cipriano de Mosquera 1849                                                          |
| Patriarcha Konstantynopola     | - 1842 German IV 1845 |
| Władca Korei                   | - 1834 Hŏnjong 1849 |
| Emir Kuwejtu                   | - 1814 Dżabir I 1859 |
| Książę Liechtensteinu          | - 1836 Alojzy II 1858 |
| Wielki książę Luksemburga      | - 1840 Wilhelm II 1849 |
| Sułtan Maroka                  | - 1822 Abd ar-Rahman 1859 |
| Prezydent Meksyku              | - 1843 Valentín Canalizo 1844 - 1844 Antonio López de Santa Anna 1844 - 1844 Valentín Canalizo 1844 - 1844 José Joaquín de Herrera 1845 |
| Książę Monako                  | - 1841 Florestan I 1856 |
| Król Nepalu                    | - 1816 Rajendra 1847 |
| Premier Nepalu                 | - 1843 Mathabar Singh Thapa 1845 |
| Król Norwegii                  | - 1818 Karol III Jan 1844 - 1844 Oskar I 1859                                                                                           |
| Sułtan Omanu                   | - 1807 Sa’id ibn Sultan 1856 |
| Papież                         | - 1831 Grzegorz XVI 1846 |
| Konsul Paragwaju               | - 1841 Mariano Roque Alonzo 1844 - 1841 Carlos Antonio López 1844                                                                       |
| Prezydent Paragwaju            | - 1844 Carlos Antonio López 1862 |
| Książę Parmy i Piacenzy        | - 1814 Maria Ludwika 1847 |
| Prezydent Peru                 | - 1843 Domingo Nieto 1844 - 1844 Justo Figueroa 1844 - 1844 Manuel Ignacio de Vivanco 1844                                              |
| Król Portugalii                | - 1834 Maria II 1853 - 1837 Ferdynand II Koburg (król iure uxoris) 1853                                                                 |
| Król Prus                      | - 1840 Fryderyk Wilhelm IV 1861 |
| Car Rosji                      | - 1825 Mikołaj I 1855 |
| Król Saksonii                  | - 1836 Fryderyk August II Wettyn 1854                                                                                                   |
| Prezydent Salwadoru            | - 1842 Juan José Guzmán 1844 - 1844 Fermín Palacios Ulloa (p.o.) 1844 - 1844 Francisco Malespín Herrera 1845                            |
| Kapitanowie Regenci San Marino | - 1843 Lodovico Belluzzi Biagio Martelli 1844 - 1844 Giovanni Benedetto Belluzzi Pietro Righi 1844 - 1844 Pietro Zoli Marino Berti 1845 |
| Książę Serbii                  | - 1842 Aleksander Karadziordziewić 1858                                                                                                 |
| Król Sardynii                  | - 1831 Karol Albert 1849 |
| Król Szwecji                   | - 1818 Karol XIV Jan 1844 - 1844 Oskar I 1859                                                                                           |
| Król Tajlandii                 | - 1824 Rama III 1851 |
| Sułtan Turków                  | - 1839 Abdülmecid I 1861 |
| Prezydent Urugwaju             | - 1843 Manuel Oribe 1851 - 1843 Joaquín Suárez (p.o.) 1852                                                                              |
| Prezydent USA                  | - 1841 John Tyler 1845 |
| Prezydent Wenezueli            | - 1843 Carlos Soublette 1847 |
| Król Węgier                    | - 1835 Ferdynand VI 1848 |
| Monarcha Wielkiej Brytanii     | - 1837 Wiktoria 1901 |
| Premier Wielkiej Brytanii      | - 1841 Robert Peel 1846 |
| Cesarz Wietnamu                | - 1841 Thiệu Trị 1847 |

Rok 1844 / MDCCCXLIV
stulecia: XVIII wiek ~
XIX wiek ~
XX wiek

dziesięciolecia:
1810–1819 •
1820–1829 •
1830–1839 •
1840–1849
• 1850–1859
• 1860–1869
• 1870–1879

lata: 1834 «
1839 «
1840 «
1841 «
1842 «
1843 «
1844
» 1845
» 1846
» 1847
» 1848
» 1849
» 1854

## Wydarzenia w Polsce
- 1 marca – Senat Rzeczypospolitej Krakowskiej wystawił bezterminowy dokument koncesyjny na budowę Kolei Krakowsko-Górnośląskiej, na odcinku Kraków-Mysłowice.
- 5 lipca – powstanie tkaczy śląskich: w Bielawie 3000 tkaczy wdarło się na teren zakładów Christiana Gottloba Dieriga oraz do jego domu. W wyniku interwencji wojska zginęło 11 osób, 24 zostały ranne.
- 14 lipca – rozpoczęto budowę Dworca Wiedeńskiego w Warszawie.
- 9 sierpnia – gubernia podlaska została przyłączona do guberni lubelskiej.
- 18 października – rozpoczęto budowę Kanału Elbląskiego.
- 19 października – otwarto odcinek kolei dolnośląsko-marchijskiej między Wrocławiem a Legnicą.
- 25 października – ksiądz Piotr Ściegienny został aresztowany przez Rosjan.
- 4 listopada – we Lwowie otwarto Akademię Techniczną, od 28 czerwca 1920 Politechnikę Lwowską.
- 6 listopada – do służby na Kolei Warszawsko-Wiedeńskiej wszedł parowóz Rawka.
- Lekkie trzęsienie ziemi w Krakowie.
- Obrady ostatniego sejmu Rzeczypospolitej Krakowskiej.

## Wydarzenia na świecie
- 27 lutego – Dominikana uzyskała niepodległość (od Haiti).
- 28 lutego – w wyniku wybuchu pocisku artyleryjskiego na pokładzie okrętu wojennego USS „Princeton” na rzece Potomak zginęło 8 osób, w tym dwóch członków amerykańskiego rządu. Eksplozję przeżył m.in. prezydent John Tyler.
- 8 marca – Oskar I został królem Szwecji i Norwegii.
- 9 marca:
  - w Teatro La Fenice w Wenecji odbyła się premiera opery Ernani Giuseppe Verdiego.
  - w Londynie odbyła się premiera baletu Esmeralda z muzyką Cesare Pugniego.
- 11 marca – Konstandinos Kanaris został premierem Grecji.
- 14 marca – Carlos Antonio López został zaprzysiężony na pierwszego prezydenta Paragwaju.
- 19 marca – wojna o niepodległość Dominikany: zwycięstwo powstańców dominikańskich nad wojskiem haitańskim w bitwie pod Azua.
- 21 marca – początek rachuby kalendarza w bahaizmie.
- 28 marca – w Hiszpanii została utworzona Gwardia Cywilna.
- 30 marca – wojna o niepodległość Dominikany: zwycięstwo dominikańskich powstańców nad wojskiem haitańskim w bitwie pod Santiago.
- 15 kwietnia – wojna o niepodległość Dominikany: zwycięstwo floty dominikańskiej nad haitańską w bitwie koło Puerto Tortuguero.
- 13 maja – królewskim dekretem powołano w Hiszpanii Guardia Civil.
- 23 maja – dzień narodzin babizmu, powstałego w Iranie ruchu religijnego.
- 24 maja – Samuel Morse wysłał pierwszą wiadomość telegraficzną, która była sentencją z Biblii. Została ona przesłana z Sądu Najwyższego w Waszyngtonie do asystenta znajdującego się w Baltimore.
- 6 czerwca – w Londynie założono Związek Chrześcijańskiej Młodzieży Męskiej (YMCA).
- 15 czerwca – Charles Goodyear opatentował metodę wulkanizacji kauczuku.
- 27 czerwca – w Carthage w stanie Illinois zostali zamordowani: Joseph Smith, założyciel i przywódca ruchu świętych w dniach ostatnich (mormonów) i jego starszy brat Hyrum.
- 3 lipca – zginęła najprawdopodobniej ostatnia para alki olbrzymiej i tym samym gatunek został uznany za wymarły.
- 1 sierpnia – otwarto ogród zoologiczny w Berlinie.
- 22 października – data przepowiedziana przez millerytów, zwolenników Williama Millera, której wynikiem miało być powtórne przyjście Jezusa Chrystusa na podstawie biblijnej księgi Daniela (Dan.8:13-14).
- 6 listopada – Dominikana przyjęła pierwszą konstytucję.

## Urodzili się
- 7 stycznia – Bernadeta Soubirous, francuska zakonnica, świadek objawień w Lourdes, święta katolicka (zm. 1879)
- 3 lutego – Franciszek Piekosiński, polski historyk, heraldyk, prawnik (zm. 1906)
- 9 lutego – Karl Adolf Baumbach, niemiecki polityk, nadburmistrz Gdańska (zm. 1896)
- 14 lutego:
  - Robert Themptander, szwedzki polityk, premier Szwecji w latach 1884–1888 (zm. 1897)
  - Maria Franciszka Rubatto, włoska zakonnica, założycielka Kapucynek Matki Rubatto, błogosławiona katolicka (zm. 1904)
- 20 lutego:
  - Ludwig Boltzmann, austriacki fizyk (zm. 1906)
  - Mihály Munkácsy, węgierski malarz (zm. 1900)
  - Joshua Slocum, kanadyjski żeglarz, który jako pierwszy odbył samotny rejs dookoła świata (zaginął w 1909)
- 21 lutego – Charles-Marie Widor, francuski organista, kompozytor i nauczyciel akademicki (zm. 1937)
- 24 lutego – Zygmunt Luks, polski architekt pochodzenia żydowskiego (zm. ?)
- 4 marca – Antoni Kazimierz Blikle, polski cukiernik pochodzenia szwajcarskiego (zm. 1912)
- 10 marca – Pablo Sarasate, hiszpański skrzypek i kompozytor (zm. 1908)
- 14 marca – Humbert I, król Włoch (zm. 1900)
- 18 marca – Nikołaj Rimski-Korsakow, rosyjski kompozytor epoki romantyzmu (zm. 1908)
- 19 marca
  - Innocenty z Berzo, włoski kapucyn, błogosławiony (zm. 1890)
  - Minna Canth, fińska pisarka, feministka (zm. 1897)
- 23 marca – Eugène Gigout, francuski organista i kompozytor muzyki organowej (zm. 1925)
- 25 marca – Adolf Engler, niemiecki botanik, fitogeograf i systematyk (zm. 1930)
- 30 marca – Paul Verlaine, francuski poeta (zm. 1896)
- 10 kwietnia – Maria Schininà, włoska zakonnica, błogosławiona katolicka (zm. 1910)
- 16 kwietnia – Anatole France, francuski pisarz (zm. 1924)
- 1 maja – Jenny Marx, niemiecka działaczka socjalistyczna (zm. 1883)
- 4 maja – Belle Boyd, amerykańska aktorka i szpieg (zm. 1900)
- 19 maja – Adam Kryński, polski językoznawca (zm. 1932)
- 21 maja – Henri Rousseau, zw. Celnikiem (franc. Le Douanier), francuski malarz (zm. 1910)
- 2 czerwca – Erazm Jerzmanowski, polski przemysłowiec, mecenas, działacz społeczny i filantrop (zm. 1909)
- 29 czerwca – Piotr I Karadziordziewić, król Serbii, pierwszy król Jugosławii (zm. 1921)
- 12 lipca – Alfred Barratt, brytyjski filozof i barrister (zm. 1881)
- 26 lipca – Stefan Drzewiecki, polski inżynier, wynalazca, pionier żeglugi podwodnej i lotnictwa (zm. 1938)
- 28 lipca – Gerard Manley Hopkins, angielski poeta, jezuita (zm. 1889)
- 5 sierpnia – Ilja Riepin (ros. Илья Ефимович Репин), rosyjski malarz, przedstawiciel realizmu (zm. 1930)
- 7 sierpnia – Rudolf Lubecki, polski duchowny rzymskokatolicki, publicysta, działacz społeczny i narodowy (zm. 1891)[1]
- 22 sierpnia – George De Long, amerykański badacz Arktyki (zm. 1881)
  - 13 września – Anna Lea Merritt, amerykańska malarka, pisarka, publicystka (zm. 1930)
- 16 września – Leonia Franciszka Aviat, francuska zakonnica, założycielka oblatek św. Franciszka Salezego, święta katolicka (zm. 1914)
- 11 października – Henry John Heinz, amerykański twórca znanej marki keczupu (zm. 1919)
- 15 października – Fryderyk Nietzsche, niemiecki filozof (zm. 1900)
- 16 października – Florentyna Włoszkowa, polska literatka, tłumaczka, nauczycielka (zm. 1881)
- 18 października – Michał Rybiński, polski przyrodnik, entomolog, muzealnik (zm. 1905)
- 22 lub 23 października – Sarah Bernhardt, francuska aktorka i reżyserka (zm. 1923)
- 24 października – Karl Lueger, prawnik i prawicowy polityk austriacki, burmistrz Wiednia (zm. 1910)
- 27 października – Klas Pontus Arnoldson, szwedzki polityk, publicysta, laureat Pokojowej Nagrody Nobla (zm. 1916)
- 1 listopada – Olga Wisinger-Florian, austriacka malarka (zm. 1926)
- 2 listopada – Mehmed V, sułtan Imperium Osmańskiego (zm. 1918)
- 8 listopada – Wincenty Kraiński, polski ziemianin, prawnik, polityk (zm. 1924)
- 25 listopada – Karl Friedrich Benz, niemiecki inżynier, pionier motoryzacji (zm. 1929)
- 1 grudnia – Aleksandra Duńska, królowa Wielkiej Brytanii i cesarzowa Indii (zm. 1925)
- 8 grudnia – Émile Reynaud, francuski nauczyciel i wynalazca, prekursor techniki filmowej i filmu animowanego (zm. 1918)
- 26 grudnia – Józef Marello, włoski biskup katolicki, święty (zm. 1895)

- data dzienna nieznana: 
  - Jan Chrzciciel Zhao Mingxi, chiński męczennik, święty katolicki (zm. 1900)

## Święta ruchome
- Tłusty czwartek: 15 lutego
- Ostatki: 20 lutego
- Popielec: 21 lutego
- Niedziela Palmowa: 31 marca
- Wielki Czwartek: 4 kwietnia
- Wielki Piątek: 5 kwietnia
- Wielka Sobota: 6 kwietnia
- Wielkanoc: 7 kwietnia
- Poniedziałek Wielkanocny: 8 kwietnia
- Wniebowstąpienie Pańskie: 16 maja
- Zesłanie Ducha Świętego: 26 maja
- Boże Ciało: 6 czerwca